# Уилсон-Янг, Цзя Цин
Цзя Цин Уилсон-Янг (англ. Jia Qing Wilson-Yang; род. 1983) — канадская писательница, ее дебютный роман «Маленькая красавица» был опубликован в 2016 году.
В 2016 году она была удостоена почетной награды от премии Dayne Ogilvie Prize. В 2017 году она выиграла литературную премию Lambda Literary Award за художественную литературу о трансгендерности на 29-й литературной премии Lambda. Её произведение также появилось в сборниках «На пути к борьбе: где встречаются излом и радикальная политика живут письма: радикальные размышления, революционные пути» и в литературном журнале Room.